# Jereváni vasútállomás
A jereváni vasútállomás (örményül: Երևան երկաթուղային կայարան) Örményország fővárosának Jerevánnak főpályaudvara. Jereván belvárosától délre található, körülbelül 2,8 kilométerre a Köztársaság tértől.
A vasútállomást egy gyalogos aluljáró köti össze a szomszédos Szaszuni Dávid metróállomással.

## Története
Az első vasútvonal 1902-ben épült Jerevánban, összekötve a várost Alekszandropollal (ma Gjumri) és Tiflisszel (ma Tbiliszi). 1908-ban a második vonal az iráni Julfával kötötte össze a várost.
Az állomás épülete 1956-ban épült. Az állomás épületében 2009. július 31-én nyílt meg az örmény vasúttörténetet bemutató múzeum. A vasútállomáson egy forgalomból kivont, 3ա705-46 sorszámú gőzmozdony áll.
2010-ben az Oroszországi Vasutak (RZSD) újjáépítette az állomást. A renoválás során helyreállították az állomás belsejét, valamint utastájékoztató LCD képernyőket szereltek fel. Az utasforgalom jelentős növekedése miatt a kényelmesebb jegyvásárlás érdekében belföldi és nemzetközi jegypénztárakat alakítottak ki. A belső terek kialakítása nem töri meg az építészeti stílus egységét, az eredeti építőanyagok utánzatát használták díszítésekhez. Az állomás épületében egy hotel is található, ezzel szálláslehetőséget nyújtva az utasoknak.

## Vonalak
- Yerevan–Batumi (nyáron)
- Yerevan–Tbiliszi (télen)
- Yerevan–Gjumri
- Yerevan–Ararat
- Yerevan–Araks
- Yerevan–Yeraskh

## Képek

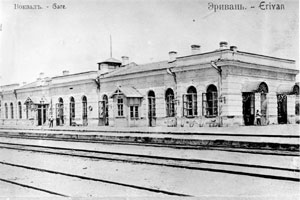
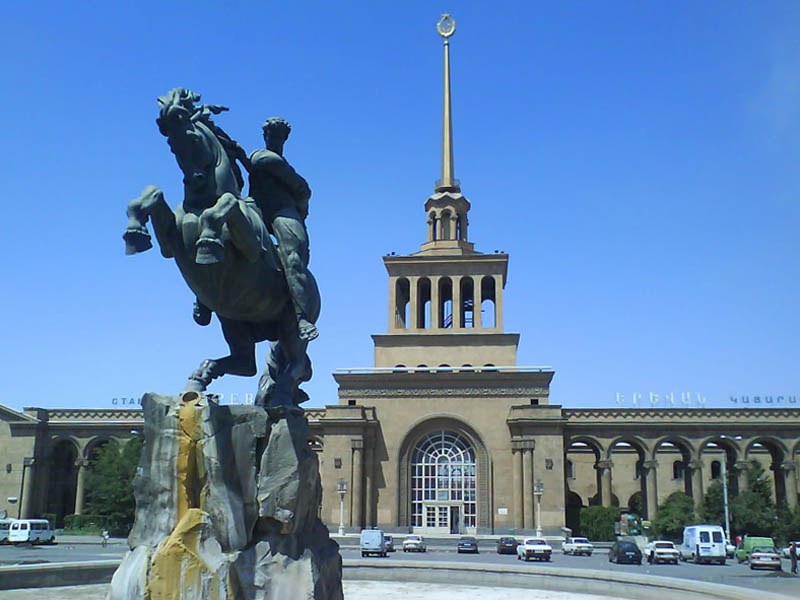
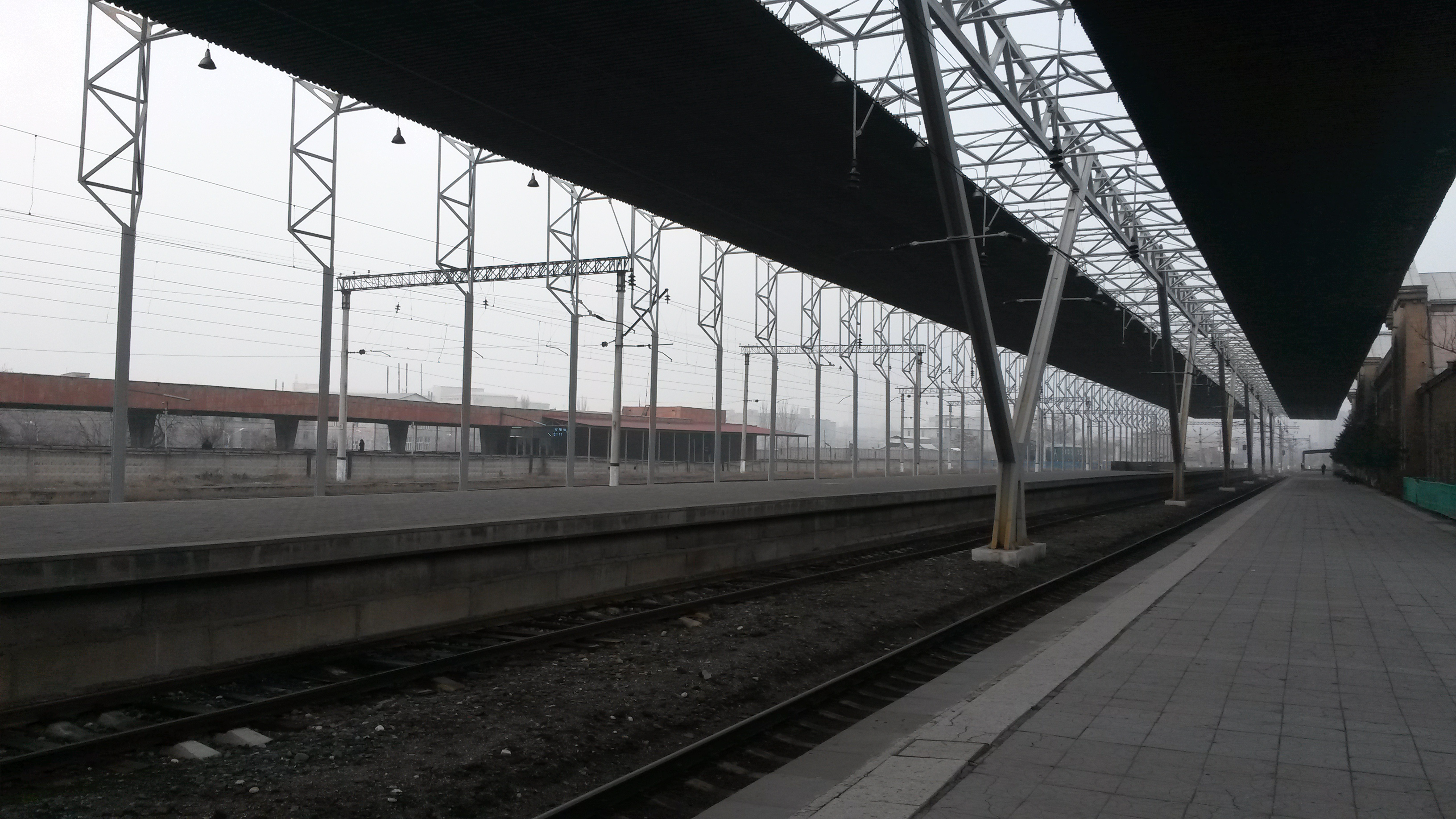
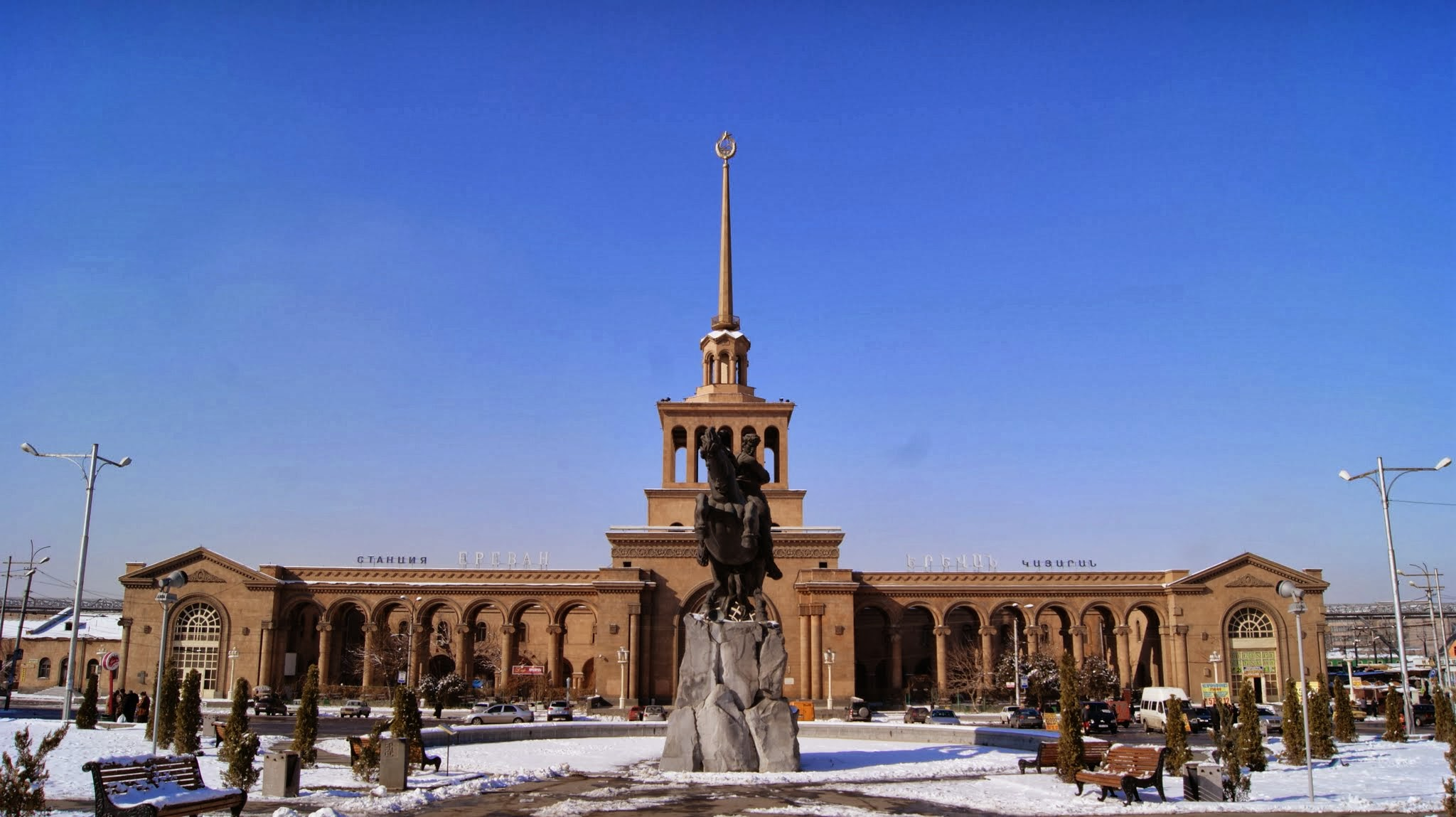
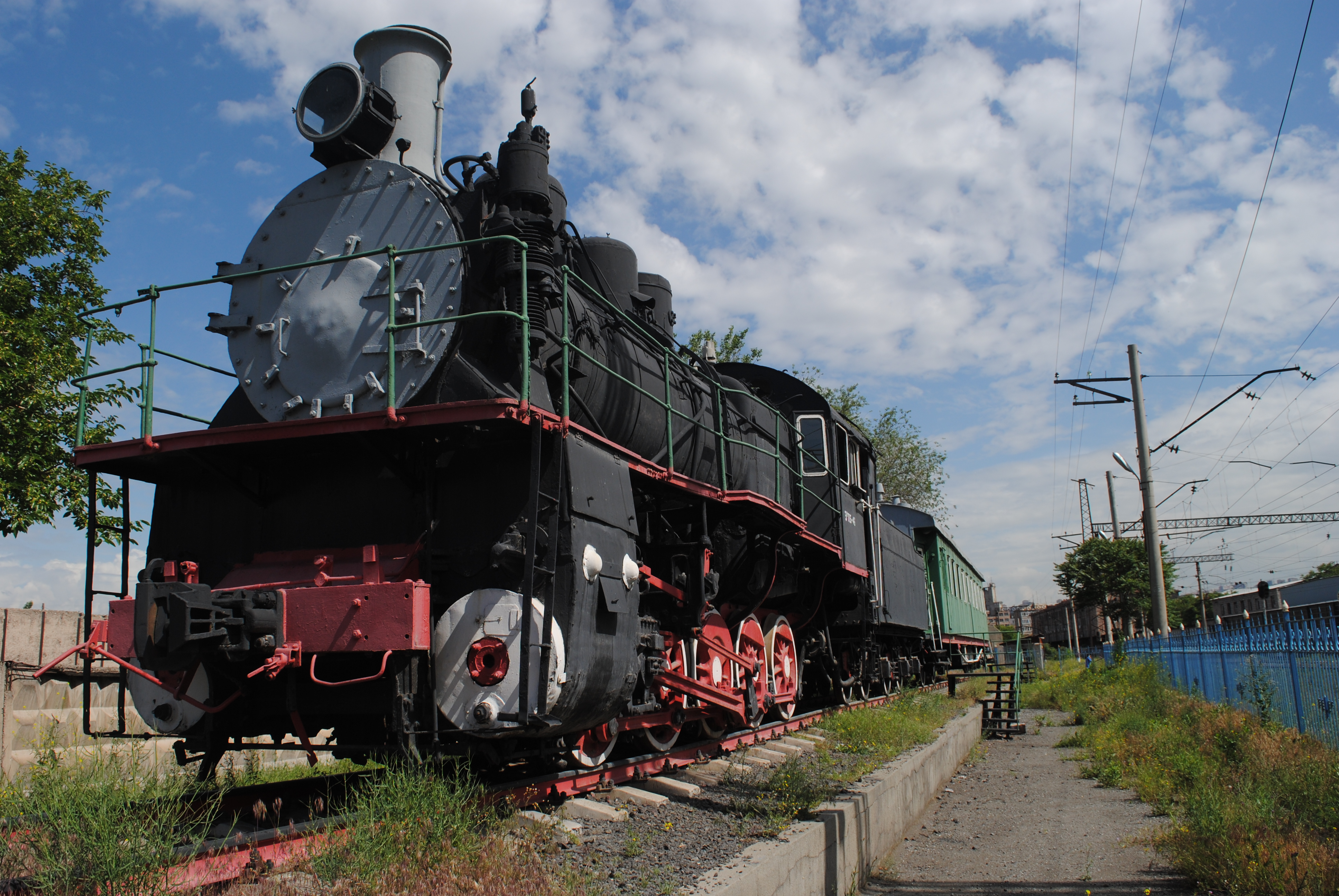
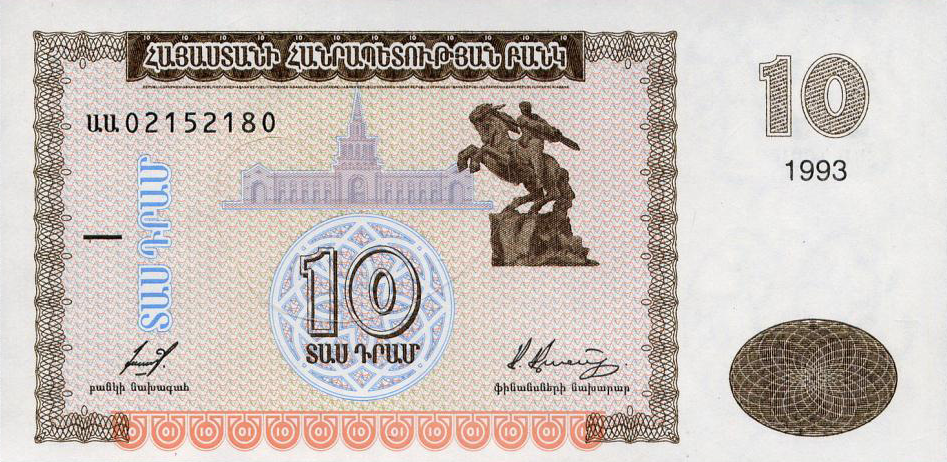
A vasútállomás az 1993-as 10 dramos bankjegyen

## Fordítás
- Ez a szócikk részben vagy egészben  a   Yerevan railway station című angol Wikipédia-szócikk ezen változatának fordításán alapul.  Az eredeti cikk szerkesztőit annak laptörténete sorolja fel. Ez a jelzés csupán a megfogalmazás eredetét és a szerzői jogokat jelzi, nem szolgál a cikkben szereplő információk forrásmegjelöléseként.